# Julien Fraipont
Julien Jean Joseph Fraipont (Luik, 17 augustus 1857 - Luik, 22 maart 1910) was een Belgische paleontoloog en ontdekker van de man van Spy.

## Biografie
Fraipont studeerde zoölogie aan de Universiteit van Luik. In 1884 volgde hij een opleiding paleontologie en Zoölogische Systematiek in 1885. Vanaf 1886 werd hij er professor en was hij rector van de Universiteit van Luik tussen 1889 en 1909.
Met een Luikse ploeg bestaande uit een archeoloog (Marcel De Puydt), een geoloog (Max Lohest) en hijzelf als paleontoloog vonden ze in de grot van Spy restanten van menselijke beenderen. Deze werden aangeduid met de naam Homo spyensis maar zijn beter gekend als Homo neanderthalensis (neanderthaler). Hij deed ook opgravingen in Huccorgne en de grotten van Schmerling.
Hij is tevens de vader van Charles Fraipont.
Hij beschreef onder andere Polygordius appendiculatus en Polygordius neapolitanus in 1887.

## Eerbetoon
- 1888 - Broca medaille van de Société d'anthropologie de Paris
- Het mineraal Fraipontiet dat in 1927 door Giuseppe Raimondo de Cesàro werd gevonden werd naar hem en zijn zoon genoemd.[1]